# Les Gendarmes
Pour les articles homonymes, voir Les Gendarmes (bande dessinée).
Ne doit pas être confondu avec les films de Jean Girault avec Louis de Funès.
Pour plus de détails, voir Fiche technique et Distribution.
Les Gendarmes est un film muet français réalisé par Louis Feuillade, sorti en 1907.